# Дидиленко, Елена Анатольевна
Елена Анатольевна Дидиленко (род. 20 апреля 1961), в девичестве Корбан — советская легкоатлетка, специалистка по спринтерскому бегу. Выступала за сборную СССР по лёгкой атлетике в 1980-х годах, обладательница бронзовых медалей чемпионатов мира и Европы, победительница летней Универсиады в Кобе, многократная призёрка первенств национального значения. Представляла Москву.

## Биография
Елена Корбан родилась 20 апреля 1961 года.
Занималась бегом под руководством заслуженного тренера СССР Якова Исааковича Ельянова.
Впервые заявила о себе на всесоюзном уровне в сезоне 1982 года, когда на чемпионате СССР в Киеве выиграла бронзовые медали в индивидуальном беге на 400 метров и в эстафете 4 × 400 метров. Попав в основной состав советской национальной сборной, побывала на чемпионате Европы в Афинах, откуда привезла награду бронзового достоинства, выигранную в эстафете 4 × 400 метров совместно с Ириной Ольховниковой, Ольгой Минеевой и Ириной Баскаковой.
В 1983 году на зимнем чемпионате России в Москве взяла бронзу в беге на 400 метров, тогда как на чемпионате страны в рамках VIII летней Спартакиады народов СССР в Москве стала серебряной призёркой в эстафете 4 × 400 метров. Также выиграла бронзовую медаль на четырёхсотметровой дистанции на Универсиаде в Эдмонтоне, в эстафете 4 × 400 метров вместе со своими соотечественницами Мариной Ивановой, Ириной Баскаковой и Марией Пинигиной стала второй на Кубке Европы в Лондоне и завоевала бронзовую медаль на чемпионате мира в Хельсинки.
Будучи студенткой, в 1985 году представляла страну на Универсиаде в Кобе — на сей раз была пятой в индивидуальном беге на 400 метров и первой в эстафете 4 × 400 метров.
В 1986 году на зимнем чемпионате СССР в Москве в беге на 400 метров финишировала второй позади Людмилы Беловой.
На чемпионате СССР 1989 года в Горьком в составе команды Москвы выиграла серебряную медаль в эстафете 4 × 400 метров.
В 1991 году на чемпионате страны в рамках X летней Спартакиады народов СССР стала бронзовой призёркой в программе эстафеты 4 × 400 метров.